# Thomas de Mahy de Favras
Thomas de Mahy, marquis de Favras, chevalier de l’ordre de Saint-Louis, né au château de Favras (Feings), près de Blois, le 26 mars 1744, pendu à Paris le 19 février 1790, est un militaire et gentilhomme français, premier lieutenant de la garde du comte de Provence et soutien de la cause royaliste durant la Révolution française. Il est connu pour avoir dit, après avoir reçu son acte de condamnation à mort « Vous avez fait, Monsieur, trois fautes d’orthographe ».

## Biographie

### Avant la Révolution française
Thomas de Mahy naît au château de Favras, près de Blois, le 26 mars 1744 d'une famille noble et assez ancienne. Les Mahy portaient dès le XIVe siècle le titre d’écuyer et plusieurs d’entre eux avaient occupé à Blois les premières places de la municipalité et de la magistrature, dont avocat général et procureur général près la Chambre des comptes de Blois. En 1747, la terre de Cormeré, qui leur appartenait, fut érigée en baronnie. Son père, Guy Guillaume Mahy (1707-1771), baron de Cormeré et seigneur de Chitenay, est receveur général des domaines et bois de la généralité d'Orléans à Blois, comté de Blois et duché de Vendôme, et se fait construire l'actuel château de Chitenay. Sa mère, Thérèse Charpentier, seconde épouse de son père, est la fille de conseiller du roi, élu en l'élection de Montargis. Il est le frère de Guillaume-François de Mahy de Cormeré et de Charles-Louis Mahy de Chitenay, agent du roi en Inde et interprète des langues orientales dans le Bengale (dont la fille épousera Marie-Antoine Carême), ainsi que l'oncle de François-Guy Rangeard de Villiers, procureur général près la Chambre des comptes de Blois.
En 1755, à seulement onze ans, le marquis de Favras devint mousquetaire du roi. Il fit, en cette qualité, la campagne de 1761, et fut nommé à cette époque capitaine des dragons au régiment de Chapt, à l'âge de dix-sept ans. Deux ans plus tard, après la campagne de 1763, il passa au grade de capitaine aide-major et servit durant la guerre de Sept Ans où il se distingua. C'est à cette époque que, contrairement aux officiers de son temps, il entreprit de refaire son éducation jusqu'alors incomplète. En 1772, il est fait chevalier de l'ordre de Saint-Louis et acquiert la charge de premier lieutenant de la garde du comte de Provence, ce qui équivaut à un grade de colonel. Cependant, ses trop faibles ressources ne lui permettent plus de continuer le train de maison qu'exige sa situation officielle et se retira de ses fonctions en 1775.

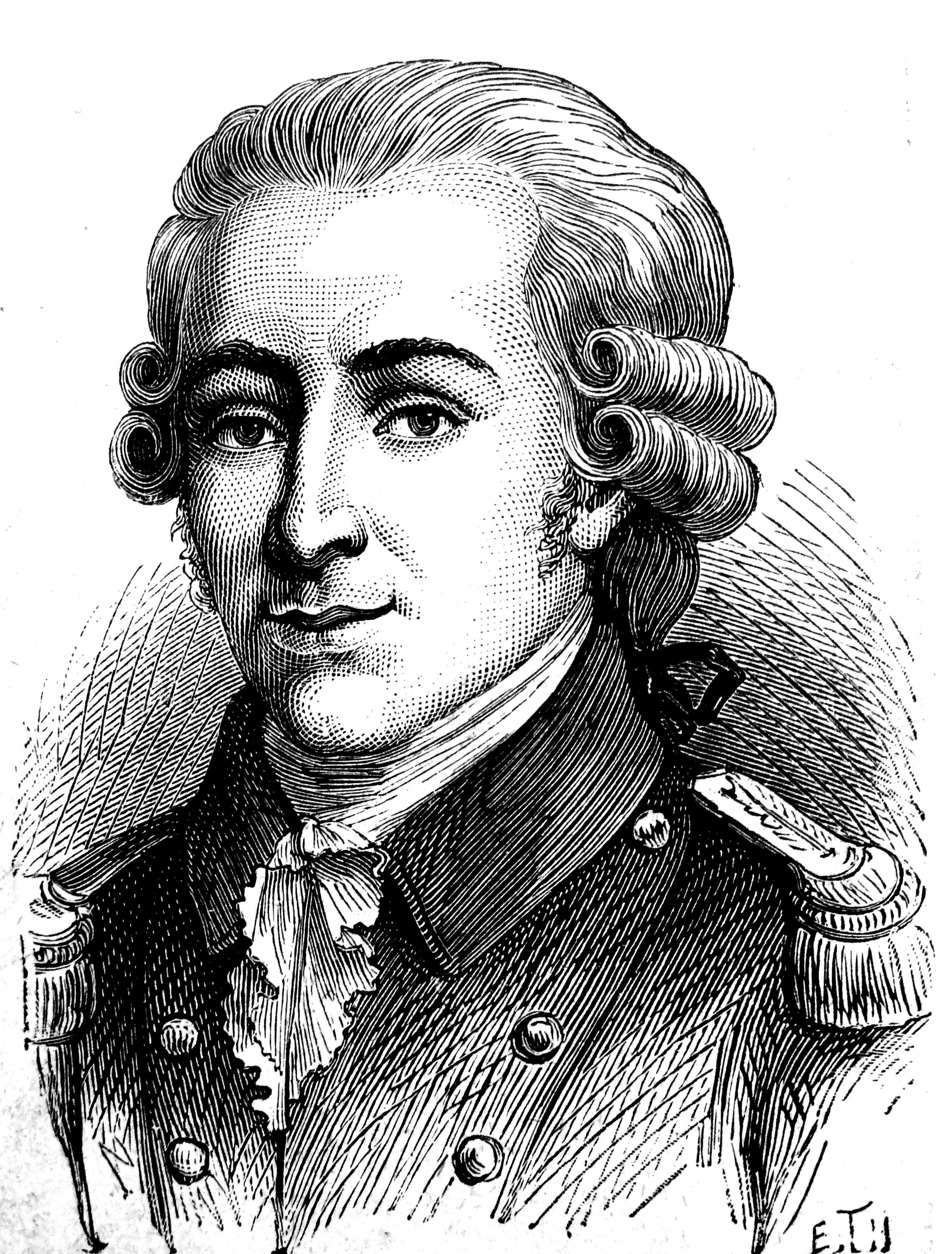
Thomas de Mahy

Il épousa en 1776 la princesse Victoria de Anhalt-Bernburg-Schaumburg qui est le fruit d'une union entre le prince Charles-Louis d'Anhalt-Bernburg-Schaumburg-Hoym et la fille d'un major de place hollandais, Benjamine Gertrud Keiser. Cependant ce mariage est cassé et le prince refuse de reconnaître son lien de parenté avec sa fille. Thomas de Mahy de Favras se rendit à Vienne pour tenter de faire rétablir les droits de sa femme, ainsi qu'à Varsovie. Cette union fut certes princière quant aux titres, mais assez peu fortunée, le père de la princesse ayant semble-t-il toujours fort mal payé la dot qu'il devait lui verser. De cette union que le marquis de Fravras qualifiera lui-même d'alliance « qui n’eût pas, déshonoré nos rois ? » naissent deux enfants : Charles de Favras en 1782 et Caroline de Favras en 1786.
En 1787, lorsque la guerre éclata en Hollande, il eut l'idée de lever une légion et d'aller offrir ses services au parti patriotique luttant contre le stathouder Guillaume V d'Orange-Nassau et ses alliés, entreprise qui échoua par manque de moyens financiers. Il se met à cette occasion en relation avec un racoleur nommé Tourquaty à qui il fera appel après les événements de l'été et de l'automne 1789.
Il élabore en 1785 des plans visant à remplacer les barrières enlevées par les Autrichiens dans les Pays-Bas ainsi qu'un vaste projet d'administration contenu dans Le Déficit des finances de la France vaincu par un mode de reconstitutions annuitaires, qui opérera aussi, en trente ans, la libération de la dette nationale visant à réformer l'État royal  proposant une réorganisation des finances et du remboursement de la dette de l'État royal, et ce alors que la situation financière de la France est désastreuse, plan que semble-t-il Mirabeau approuva. À la veille de la révolution, il soutiendra de même la proposition de Talleyrand de nationaliser les biens du clergé, ce que le marquis qualifiera de don patriotique dans son ouvrage Don patriotique de 300 millions à faire par le clergé, pour amendement aux vues du bien public, qui ont porté à proposer la vente de ses biens ; suivi du Précis de l'emploi à en faire par la nation pour la restauration des finances.
Alors que les états généraux s'y déroulent depuis le mois de mai, le marquis de Favras se réinstalle à Versailles au mois de juin 1789,.

### Durant la Révolution française
Favorable à une profonde réforme de l'État royal et en particulier à la réforme des finances royales et de l'administration royale, le marquis de Favras est cependant hostile à toute contestation de l'autorité royale. Dans le contexte tendu qui suit la prise de la Bastille le 14 juillet 1789, le Marquis de Favras aurait de ce fait commencé à élaborer un plan de contre-révolution. Mais, les journées des 5 et 6 octobre 1789 vont l'obliger à revoir ses projets. Lors de ces journées il se fit remarquer en proposant de réunir des hommes et des chevaux afin de protéger Versailles et le roi des émeutiers, ce qui échoua. Il escorta alors Louis XVI et sa famille jusqu'à Paris afin de le protéger de la foule agitée.

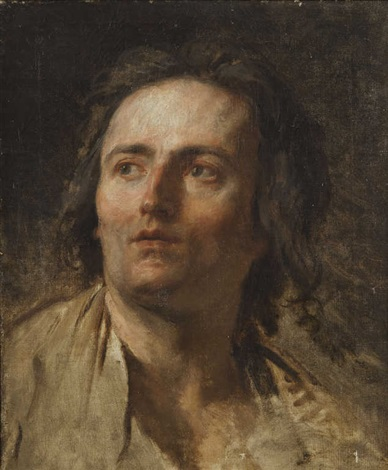
Portrait de Thomas de Mahy, par Nicolas-Bernard Lépicié.

Après les journées des 5 et 6 octobre 1789 et l'arrivée du roi à Paris, le marquis de Favras et sa famille s'installent dans un pied à terre mis à leur disposition par Monsieur Le Roy de La Roullé, ancien conseiller au Parlement de Paris et fidèle ami de la famille tandis que celui-ci séjournait dans ses terres auvergnates. Il leur proposa d'ailleurs de venir le rejoindre, craignant que le Marquis ne se laisse happer par l'agitation révolutionnaire. Il n'en fut rien. Thomas de Mahy de Favras élabora le projet de lever une garnison capable de protéger le roi et sa famille en cas d'émeute. Il fit appel à deux racoleurs nommés Tourcaty et Morel ainsi qu'à un officier des gardes françaises nommé Marquier, fervent royaliste à qui il remet un pamphlet intitulé Ouvrez donc les yeux dont il aura charge de transmettre à ses hommes dans le but de les recruter. À la suite des dénonciations de ses racoleurs, il est placé sous surveillance et ses projets furent révélés. Dans la nuit du 24 au 25 décembre 1789 le marquis de Favras est mis en état d'arrestation ainsi que son épouse la princesse de Anhalt. Des billets furent diffusés dans tout Paris l'accusant lui et le comte de Provence, non sans une certaine complaisance, d'avoir ourdi un complot destiné à faire évader le roi, assassiner La Fayette et Jean Sylvain Bailly, susciter une révolte, bloquer et affamer Paris. D'après Tulard, La Fayette aurait monté l'affaire pour mettre en cause le comte de Provence mais la provocation n'aboutit pas. Il en résulte que Monsieur se rendit à l'hôtel de ville le lendemain et y prononça un discours où il affirma que son lien avec Favras ne tient qu'à son souhait de contracter un emprunt afin de financer ses frais de maison, chose invraisemblable au vu de sa fortune qui fait de lui un des plus riches particuliers de France,. Dans sa captivité, la marquise de Favras aurait en réalité révélé à Jacques-Mathieu Augeard que le marquis de Favras s'était coalisé avec plusieurs gentilshommes dont le comte de Luxembourg, le comte de La Châtre, le marquis de Lévis, le comte d'Entraigues, etc., ainsi que Monsieur dans le dessein de sauver le roi, et à cette fin, ce dernier aurait mandaté Favras de négocier un emprunt de deux millions avec le banquier Chomel[Qui ?].
Le tribunal du Châtelet est chargé d'instruire le procès de Thomas Mahy de Favras. Son procès fut l'occasion de violentes émeutes jusqu'aux abords de sa prison tant le sujet était devenu brûlant à Paris. Ce dernier, rassuré par le soutien du comte de Provence, s'obstine à innocenter le futur Louis XVIII et se déclare prêt à endosser la responsabilité du projet d'évasion du roi. Durant son procès, Favras sut se défendre avec calme et présence d'esprit. Louis-Marie Prudhomme écrivit sur lui que « Dans tout le cours de sa défense, il ne perdit jamais cette attitude qui convient à l'innocence, et il répondit à toutes les questions avec netteté et sans embarras ». Mais lorsqu'il entend le réquisitoire de l'avocat général qui demandait pour lui la sentence de mort, il comprend que le comte de Provence s'était joué de lui et, dès lors, il songe à dénoncer ses complices. Il informe un lieutenant civil par un écrit rédigé de sa main que non seulement le comte de Provence était le principal incitateur du complot, mais que Marie-Antoinette d'Autriche elle-même s'y trouvait mêlée. Antoine Omer Talon sait être convaincant. Il demande à Thomas Mahy de Favras de faire le sacrifice de sa vie en lui certifiant que la « terre serait légère à ses enfants », que de toute façon, même si, grâce à ses déclarations, il réussissait à échapper à la potence, des vengeurs sauraient l'atteindre où qu'il se trouve. Selon une autre source, Omer Talon lui aurait donné sa parole qu'une lettre lui apporterait la grâce de Louis XVI à l'instant où il monterait les marches de l'échafaud. Thomas Mahy de Favras est mené en place de Grève ; et il usa de tous les moyens pour faire reculer le moment de son exécution, dans l'attente du courrier promis. Mais il attendit en vain.
Le 18 février 1790, après lecture de l'arrêt formalisant sa condamnation à mort pour conspiration, Thomas de Mahy de Favras eut ce mot à l'adresse du greffier venu lui remettre le document officiel : « Vous avez fait, Monsieur, trois fautes d'orthographe »,,. Le lendemain, il eut à faire amende honorable devant Notre-Dame de Paris, dicta son testament durant plus de quatre heures à l'hôtel de ville, laissant patienter la foule venue nombreuse pour assister à son exécution, puis fut conduit à la potence dressée en place de Grève. Outre son confesseur fut dépêché un second clerc, l'abbé Le Duc, fils naturel de Louis XV. Voyant qu'aucun secours ne lui sera apporté, Favras sembla songer à révéler ce dont Antoine Omer Talon avait eu vent, mais cet abbé aurait glissé à ses oreilles qu'il devait se soumettre au sort qui lui est réservé au nom de la famille royale et de sa famille, ce qui finalement le dissuada de parler. Il fut alors pendu. L'abbé Le Duc aurait aussitôt accouru au palais du Luxembourg où résidait alors le comte de Provence pour lui transmettre la nouvelle du décès de Favras. Monsieur qui reçut cela avec soulagement aurait dit alors en se frottant les mains « Allons, nous pouvons nous mettre à table et souper de bon appétit », ce qu'il fit effectivement.
Le marquis de Favras fut inhumé au cimetière Saint-Jean en Grève jusqu'en 1804, date de sa destruction à l'occasion de laquelle ses ossements furent transportés aux Catacombes. La marquise de Favras n'apprendra son exécution que le lendemain, de la bouche d'un marchand de journaux qui criait la nouvelle sous la fenêtre à barreaux de sa cellule.

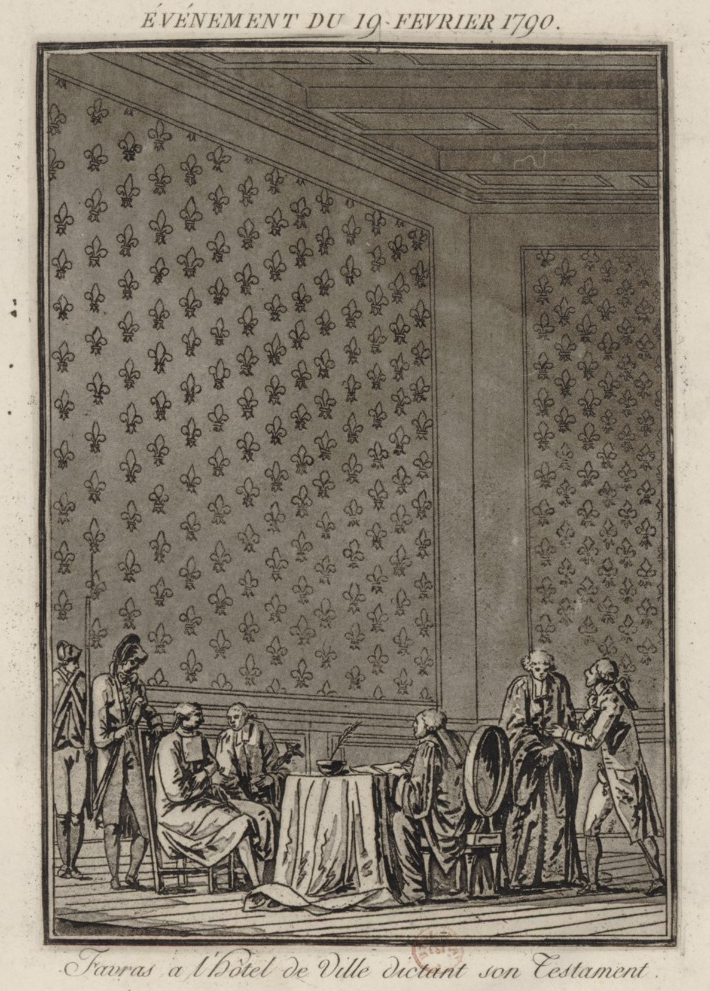
Événement du 19 fevrier 1790 : Favras à l'Hôtel de Ville dictant son testament
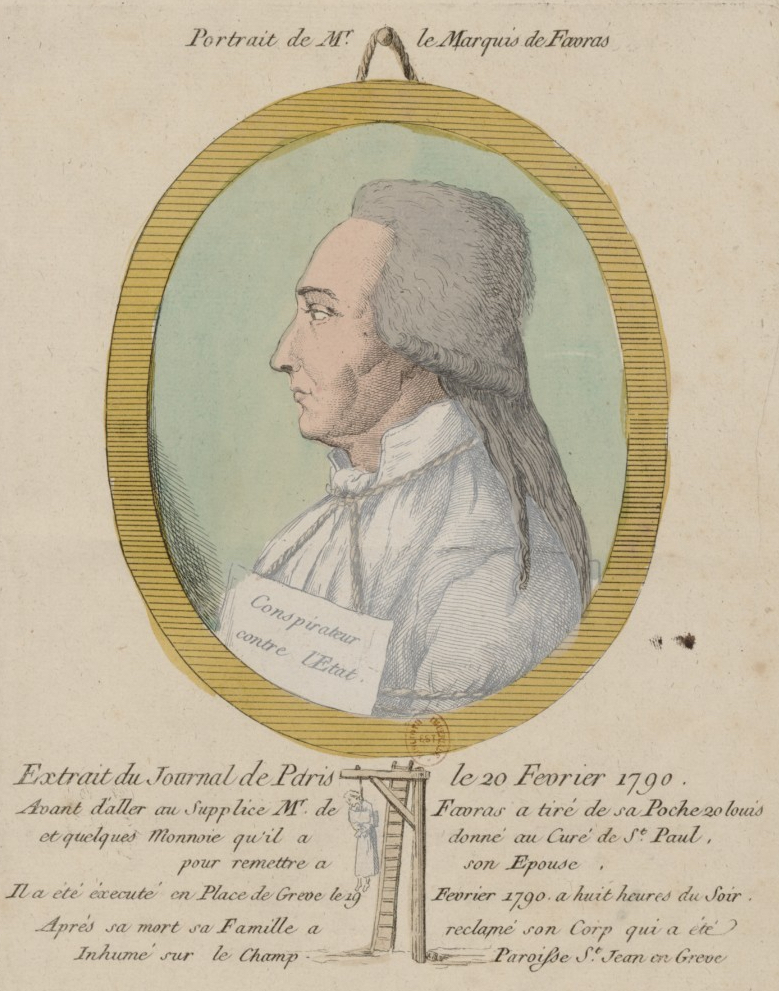
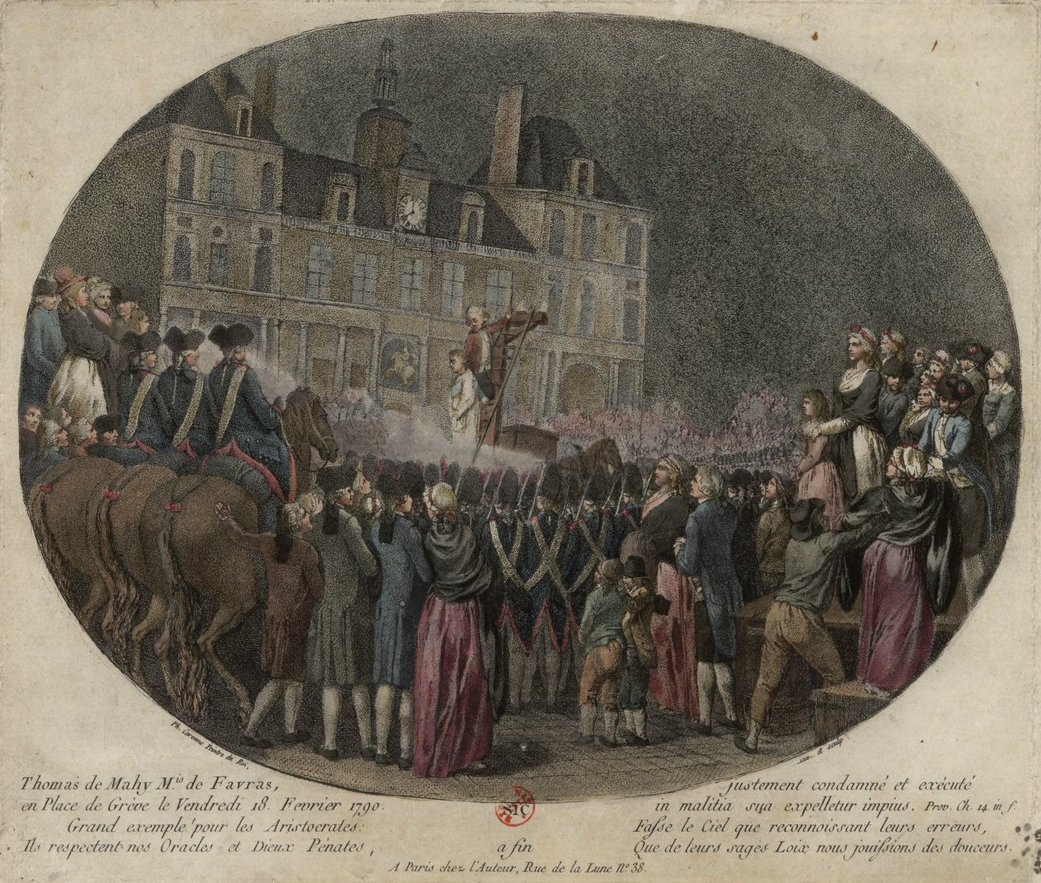
L'exécution du marquis de Favras le 19 février 1790 à Paris.

### Postérité

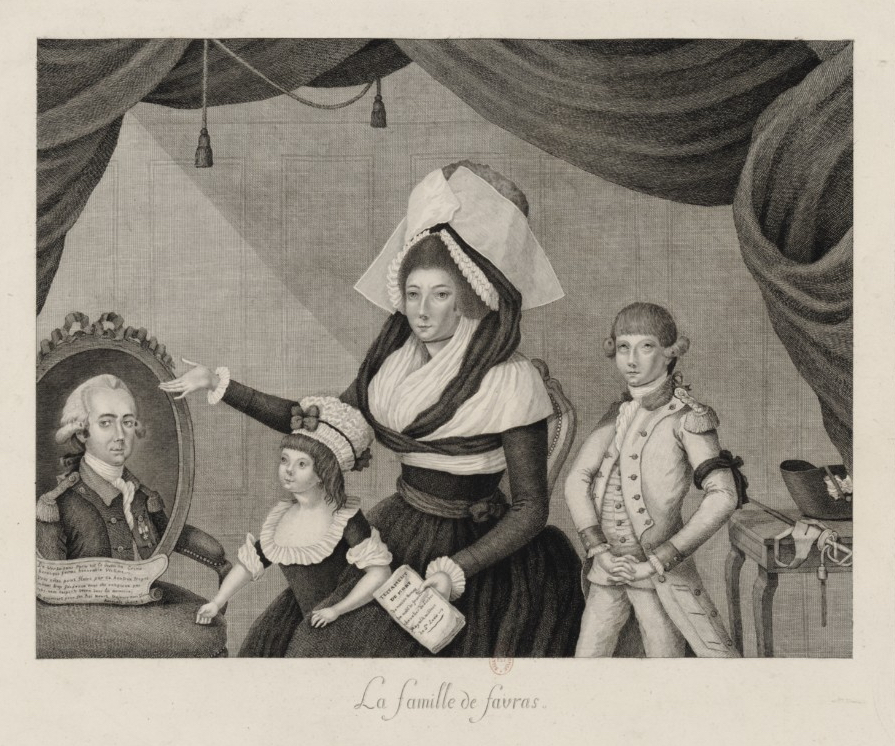
Famille de Favras.

Sortie de sa prison le lendemain de l'exécution de son époux, Madame de Favras se retrouva dans une situation précaire car ne vivant plus que de la rente de 1 000 livres de son père et privée de ses meubles qui ont été saisis. Touchés par le décès du marquis de Favras, Louis XVI et Marie-Antoinette la protégèrent ainsi que ses enfants et lui accordèrent une rente de 4 000 livres. Cependant, au vu des circonstances, elle dut quitter la France pour l'Autriche avec sa fille.
Son fils, Charles de Favras, servit au sein des armées des Habsbourg et de la Russie impériale. Durant la Restauration, Charles reçut une pension de Louis XVIII.
Sa fille, Caroline de Favras, se marie en 1805 avec Rüdiger von Stillfried und Rathenitz (1764-1833).
Favras est généralement considéré comme un « martyr de la cause royaliste » en raison de son refus d'impliquer le comte de Provence. Le dossier officiel de l'affaire Favras pour crime de lèse-nation disparut du Châtelet, mais son contenu est préservé grâce aux écrits d'un clerc. Louis XVIII pensionnera la famille Favras mais refusera que l'on révise le procès de celui qui était mort pour sa cause.

## Sources et bibliographie
- Jean Tulard, Jean-François Fayard et Alfred Fierro, Histoire et dictionnaire de la Révolution française. 1789-1799, Paris, éd. Robert Laffont, coll. « Bouquins », 1987, 1998 [détail des éditions] (ISBN 978-2-221-08850-0).
- Mémoire justificatif de Thomas de Mahy de Favras, ou appel à la postérité et à la Cour de révision, 1790, Paris, J.J. Rainville, VIII-83 pages, lire en ligne ;
- Correspondance du marquis et de la marquise de Favras pendant leur détention [publiée par M. Mahy-Savonnière], 107 pages, lire en ligne ;
- Guillaume-François Mahy de Cormeré, Plaidoyer pour Thomas-Mahy de Favras, chevalier de l'ordre royal et militaire de Saint-Louis, 1790, BNF, ouvrage numérisé : https://gallica.bnf.fr/ark:/12148/bpt6k51738v/f3.image.
- La Revue hebdomadaire, 1892.
- Mémoires secrets de Jacques-Mathieu Augeard, secrétaire des Commandemens de la reine Marie-Antoinette (1760 à 1800).
- Edmond Cléray, L'affaire Favras, 1789-1790 (préface de Louis Barthou), 1932, éditions des Portiques, 187 pages, lire en ligne